# Planès
Cet article possède un paronyme, voir Planèzes.
Planès  est une commune française, située dans le sud-ouest du département des Pyrénées-Orientales en région Occitanie. Ses habitants sont appelés les Planésans. Sur le plan historique et culturel, la commune appartient au pays de Conflent qui correspond à l'ensemble des vallées pyrénéennes qui « confluent » avec le lit creusé par la Têt entre Mont-Louis et Rodès.
Exposée à un climat de montagne, elle est drainée par la Têt, Riu de Planès et par un autre cours d'eau. Incluse dans le parc naturel régional des Pyrénées catalanes, la commune possède un patrimoine naturel remarquable : deux sites Natura 2000 (le « massif du Puigmal » et « Puigmal-Carança ») et quatre zones naturelles d'intérêt écologique, faunistique et floristique.
Planès est une commune rurale qui compte 56 habitants en 2022, après avoir connu un pic de population de 211 habitants en 1881. Ses habitants sont appelés les Planésans ou  Planésanes.

## Géographie

### Localisation
La commune de Planès se trouve dans le département des Pyrénées-Orientales, en région Occitanie.
Elle se situe à 66 km à vol d'oiseau de Perpignan, préfecture du département, et à 27 km de Prades, sous-préfecture.
Les communes les plus proches sont : 
Saint-Pierre-dels-Forcats (1,8 km), La Cabanasse (2,3 km), Mont-Louis (2,4 km), Sauto (2,4 km), Fontpédrouse (3,9 km), La Llagonne (4,1 km), Eyne (5,1 km), Bolquère (5,2 km).
Sur le plan historique et culturel, Planès fait partie de la région de Conflent, héritière de l'ancien comté de Conflent et de la viguerie de Conflent. Ce pays correspond à l'ensemble des vallées pyrénéennes qui « confluent » avec le lit creusé par la Têt entre Mont-Louis, porte de la Cerdagne, et Rodès, aux abords de la plaine du Roussillon.

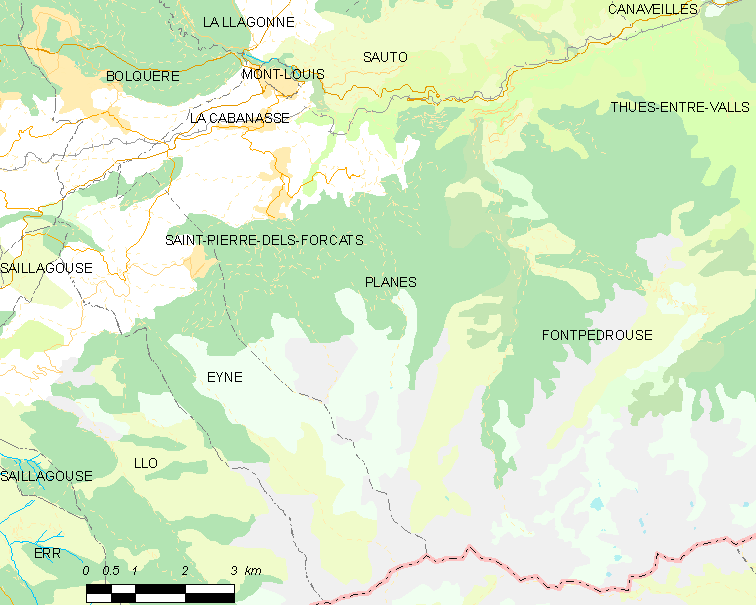
Situation de la commune.

|                           | Sauto  |              |
| Saint-Pierre-dels-Forcats | Planès | Fontpédrouse |
|                           | Eyne   |              |

### Géologie et relief
La commune est classée en zone de sismicité 4, correspondant à une sismicité moyenne.

### Climat
Pour des articles plus généraux, voir Climat de l'Occitanie et Climat des Pyrénées-Orientales.
En 2010, le climat de la commune est de type climat des marges montargnardes, selon une étude du CNRS s'appuyant sur une série de données couvrant la période 1971-2000. En 2020, Météo-France publie une typologie des climats de la France métropolitaine dans laquelle la commune est exposée à un climat de montagne ou de marges de montagne et est dans la région climatique Pyrénées orientales, caractérisée par une faible pluviométrie, un très bon ensoleillement (2 600 h/an), un air sec, particulièrement en hiver et peu de brouillards.
Pour la période 1971-2000, la température annuelle moyenne est de 7,9 °C, avec une amplitude thermique annuelle de 14,5 °C. Le cumul annuel moyen de précipitations est de 765 mm, avec 6,6 jours de précipitations en janvier et 6,6 jours en juillet. Pour la période 1991-2020, la température moyenne annuelle observée sur la station météorologique la plus proche, située sur la commune de Formiguères à 14 km à vol d'oiseau, est de 7,6 °C et le cumul annuel moyen de précipitations est de 737,3 mm,. Pour l'avenir, les paramètres climatiques de la commune estimés pour 2050 selon différents scénarios d’émission de gaz à effet de serre sont consultables sur un site dédié publié par Météo-France en novembre 2022.

### Milieux naturels et biodiversité

#### Espaces protégés
La protection réglementaire est le mode d’intervention le plus fort pour préserver des espaces naturels remarquables et leur biodiversité associée,.
Un  espace protégé est présent sur la commune : 
le parc naturel régional des Pyrénées catalanes, créé en 2004 et d'une superficie de 139 062 ha, qui s'étend sur 66 communes du département. Ce territoire s'étage des fonds maraîchers et fruitiers des vallées de basse altitude aux plus hauts sommets des Pyrénées-Orientales en passant par les grands massifs de garrigue et de forêt méditerranéenne,.

#### Réseau Natura 2000

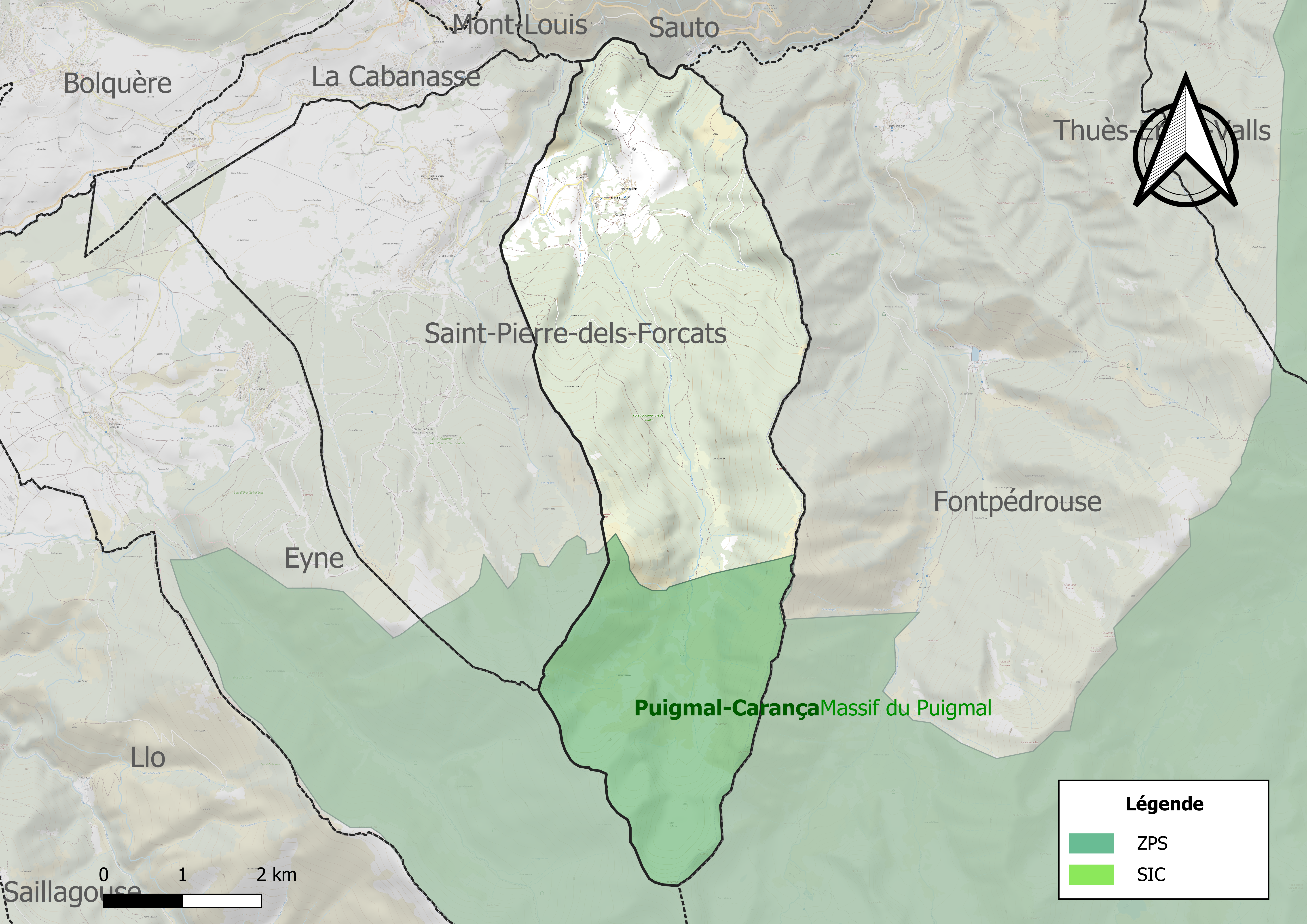
Site Natura 2000 sur le territoire communal.

Le réseau Natura 2000 est un réseau écologique européen de sites naturels d'intérêt écologique élaboré à partir des directives habitats et oiseaux, constitué de zones spéciales de conservation (ZSC) et de zones de protection spéciale (ZPS).
Un site Natura 2000 a été défini sur la commune au titre de la directive habitats.
- le « massif du Puigmal », d'une superficie de 8 784 ha, présence une richesse patrimoniale avec onze habitats naturels et deux espèces végétales au niveau régional. Ainsi la station de Botryche simple est très importante compte tenu du faible nombre de stations en France[19] et  au titre de la directive oiseaux[18]
- « puigmal-Carança », d'une superficie de 10 260 ha, un site qui a une responsabilité forte ou très forte pour cinq espèces d'oiseaux au niveau régional, dont le gypaète barbu[20].

#### Zones naturelles d'intérêt écologique, faunistique et floristique
L’inventaire des zones naturelles d'intérêt écologique, faunistique et floristique (ZNIEFF) a pour objectif de réaliser une couverture des zones les plus intéressantes sur le plan écologique, essentiellement dans la perspective d’améliorer la connaissance du patrimoine naturel national et de fournir aux différents décideurs un outil d’aide à la prise en compte de l’environnement dans l’aménagement du territoire.
Deux ZNIEFF de type 1 sont recensées sur la commune :
le « bac de la forêt domaniale de Fontpédrouse » (180 ha), couvrant 3 communes du département et 
la « Haute vallée de Planès » (435 ha)
et deux ZNIEFF de type 2, : 
- les « chaine du Puigmal et vallées Adjacentes » (28 390 ha), couvrant 15 communes du département[24] ;
- la « Haute Cerdagne » (5 477 ha), couvrant 12 communes du département[25].

Carte des ZNIEFF de type 1 et 2 à Planès.
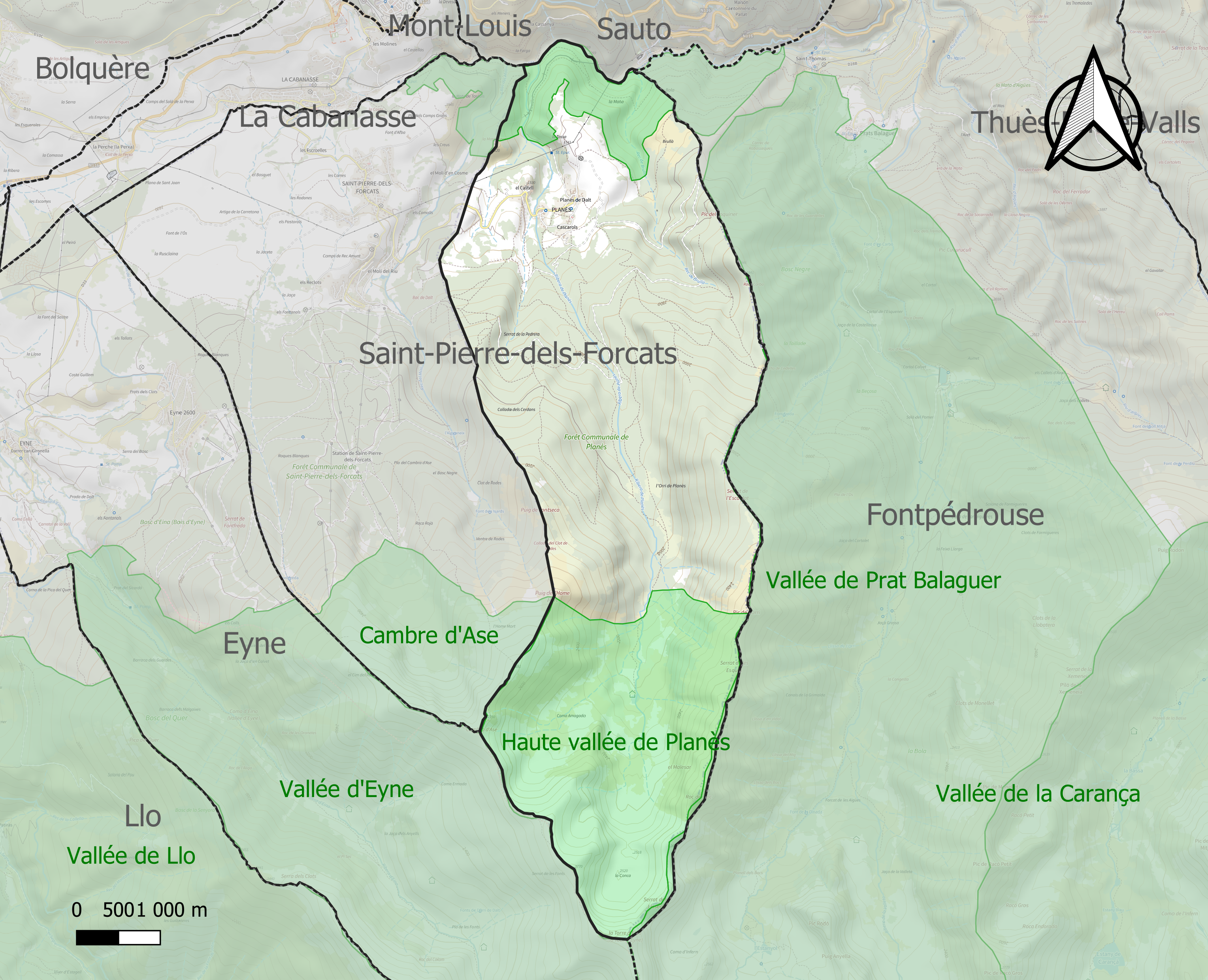
Carte des ZNIEFF de type 1 sur la commune.
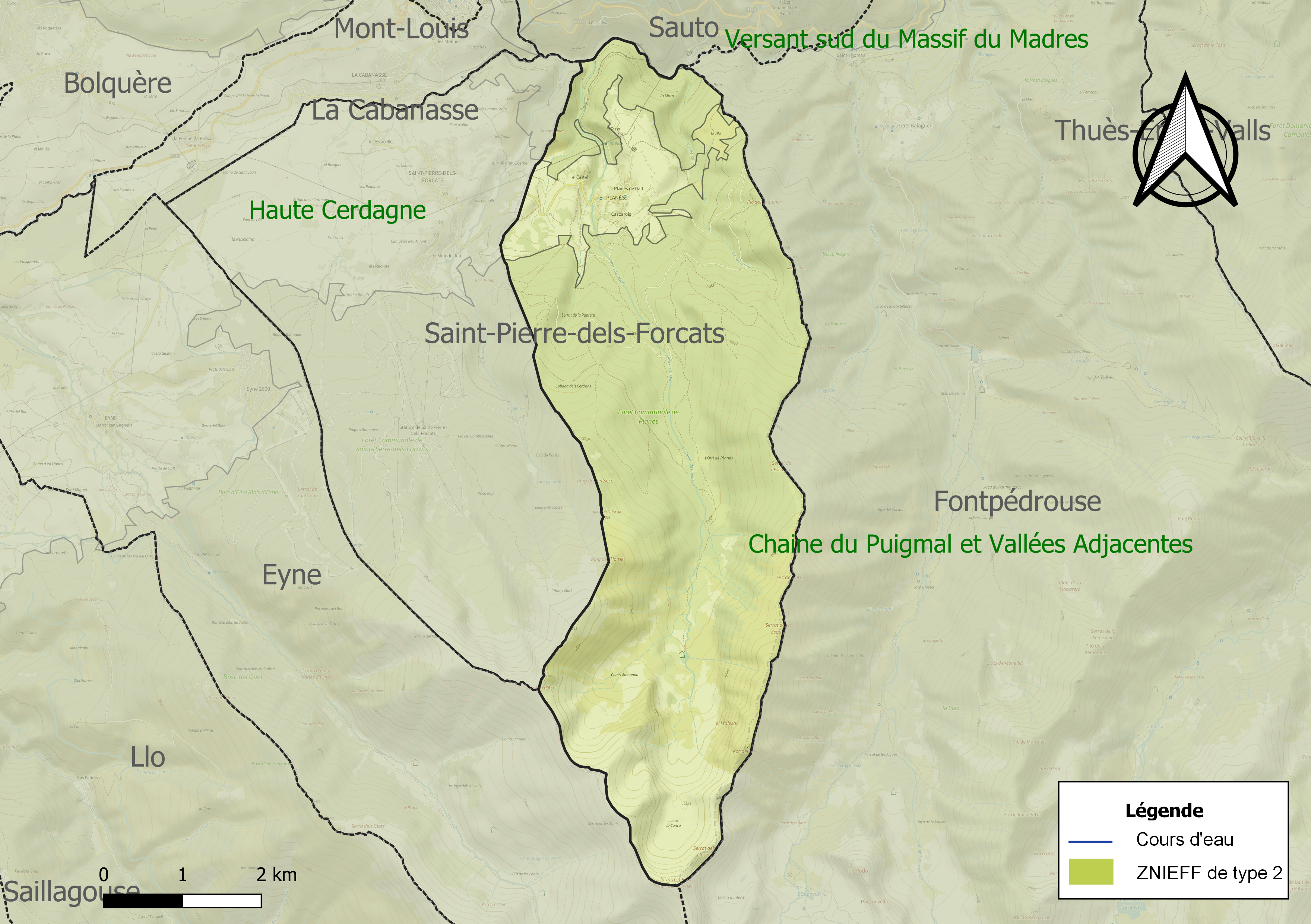
Carte des ZNIEFF de type 2 sur la commune.

## Urbanisme

### Typologie
Au 1er janvier 2024, Planès est catégorisée commune rurale à habitat très dispersé, selon la nouvelle grille communale de densité à sept niveaux définie par l'Insee en 2022.
Elle est située hors unité urbaine et hors attraction des villes,.

### Occupation des sols
L'occupation des sols de la commune, telle qu'elle ressort de la base de données européenne d’occupation biophysique des sols Corine Land Cover (CLC), est marquée par l'importance des forêts et milieux semi-naturels (87,2 % en 2018), une proportion identique à celle de 1990 (87,2 %). La répartition détaillée en 2018 est la suivante : 
forêts (51,9 %), espaces ouverts, sans ou avec peu de végétation (35 %), prairies (12,8 %), milieux à végétation arbustive et/ou herbacée (0,3 %). L'évolution de l’occupation des sols de la commune et de ses infrastructures peut être observée sur les différentes représentations cartographiques du territoire : la carte de Cassini (XVIIIe siècle), la carte d'état-major (1820-1866) et les cartes ou photos aériennes de l'IGN pour la période actuelle (1950 à aujourd'hui).

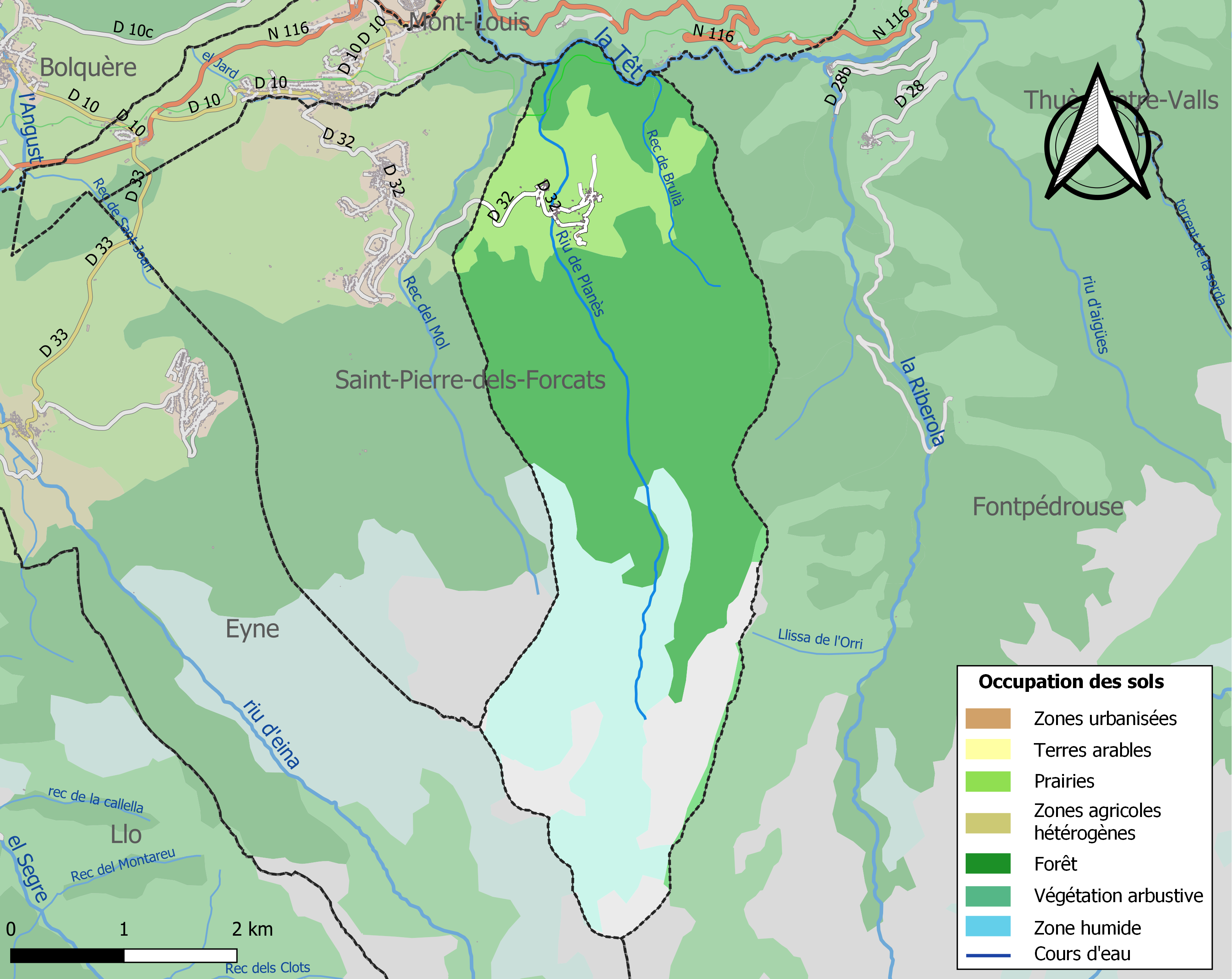
Carte des infrastructures et de l'occupation des sols de la commune en 2018 (CLC).

### Hameaux et lieux-dits

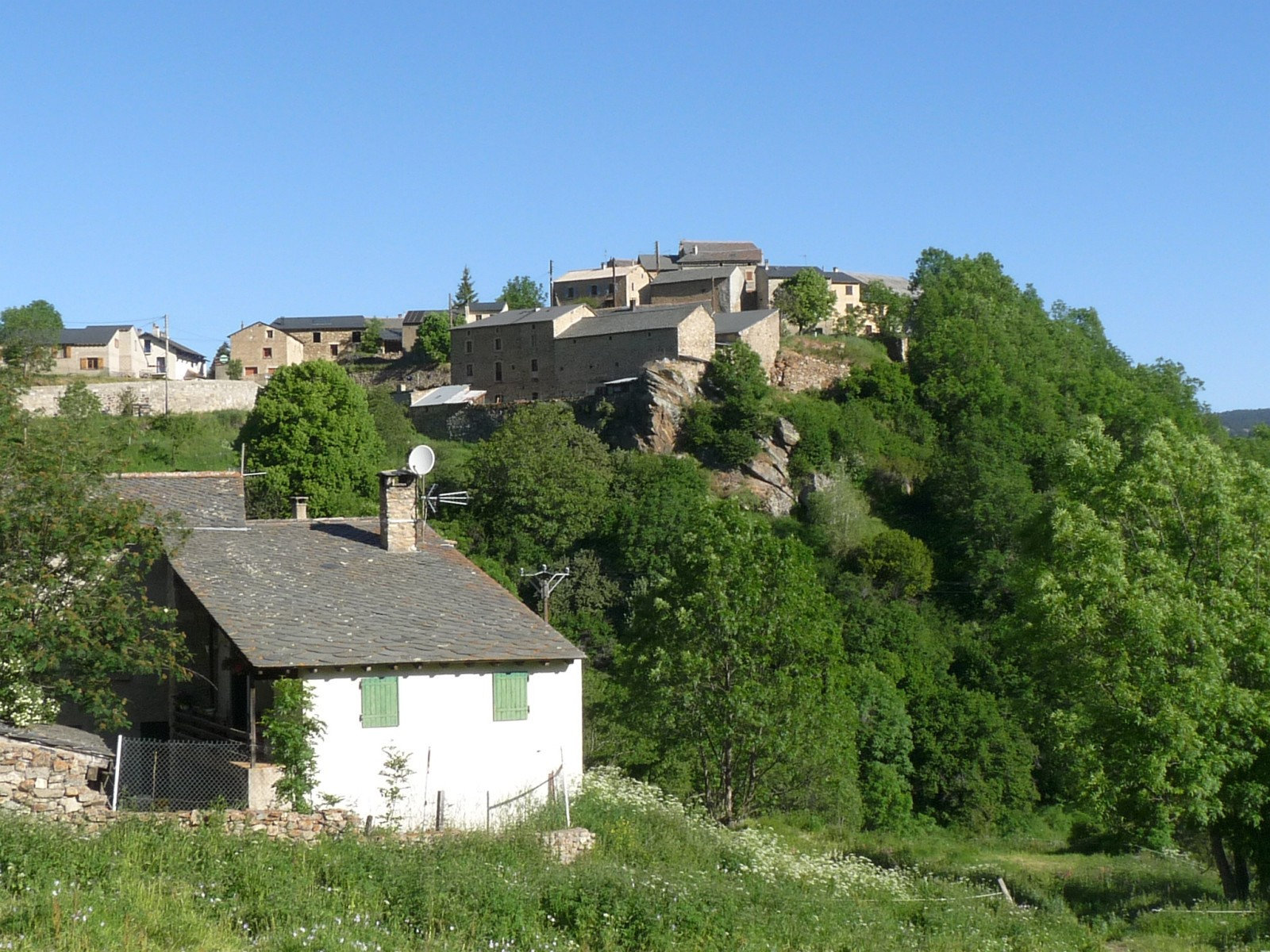
Le Castell

Le Castell, perché sur un promontoire, où était situé l'ancien château.
La présence de ce château apparait dans certains documents, notamment la date de sa démolition par Louis XI en 1471. Il ne reste plus grand-chose de cette construction, si ce n'est un pan de mur aux belles pierres se trouvant en haut de la colline et imbriqué dans le mur d'une maison.

### Risques majeurs
Le territoire de la commune de Planès est vulnérable à différents aléas naturels : inondations, climatiques (grand froid ou canicule), feux de forêts, mouvements de terrains, avalanche  et séisme (sismicité moyenne). Il est également exposé à un risque particulier, le risque radon,.

#### Risques naturels
Certaines parties du territoire communal sont susceptibles d’être affectées par le risque d’inondation par crue torrentielle de cours d'eau du bassin de la Têt.
Les mouvements de terrains susceptibles de se produire sur la commune sont soit des mouvements liés au retrait-gonflement des argiles, soit des glissements de terrains, soit des chutes de blocs, soit des effondrements liés à des cavités souterraines. Une cartographie nationale de l'aléa retrait-gonflement des argiles permet de connaître les sols argileux ou marneux susceptibles vis-à-vis de ce phénomène. L'inventaire national des cavités souterraines permet par ailleurs de localiser celles situées sur la commune.

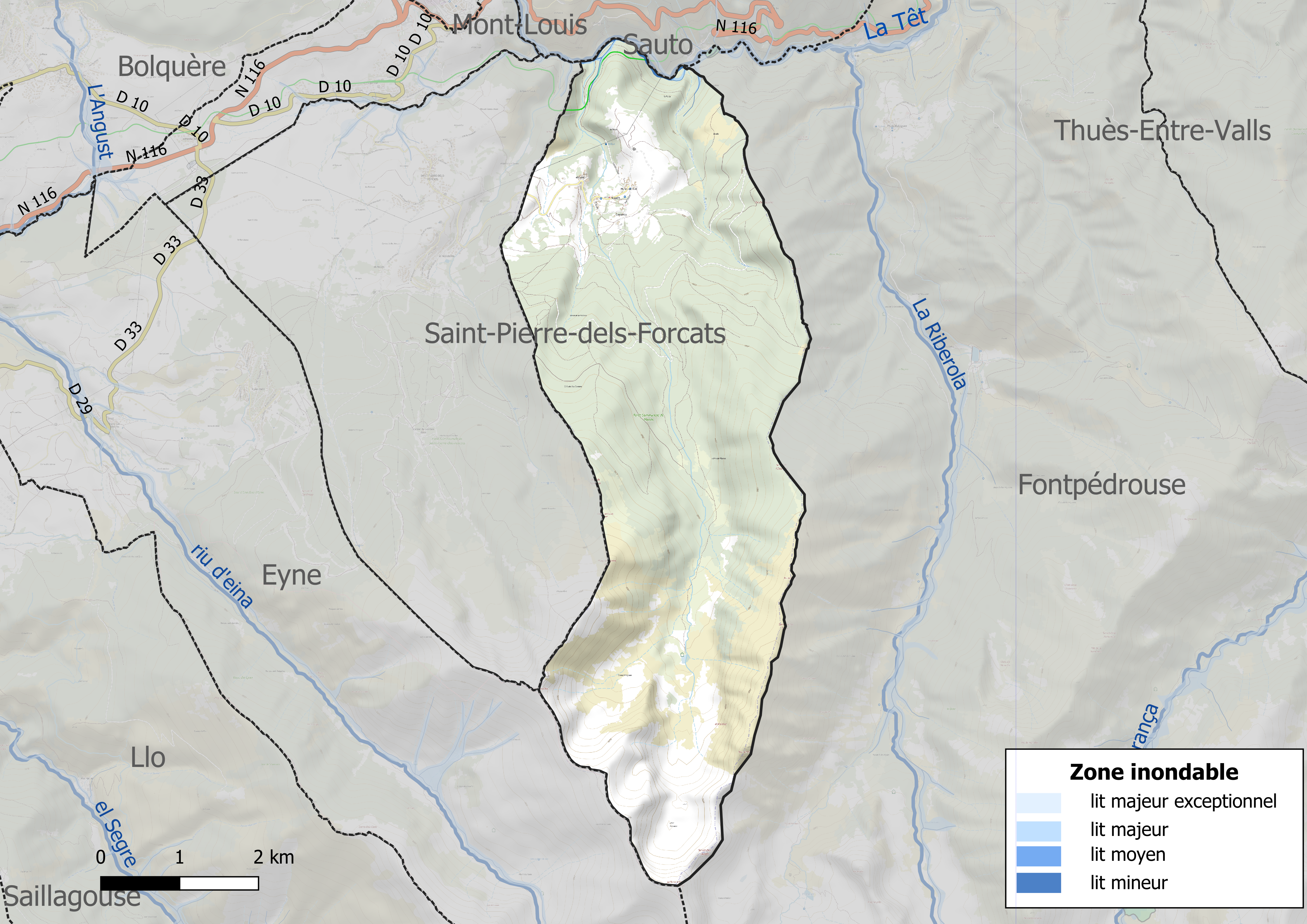
Carte des zones inondables.
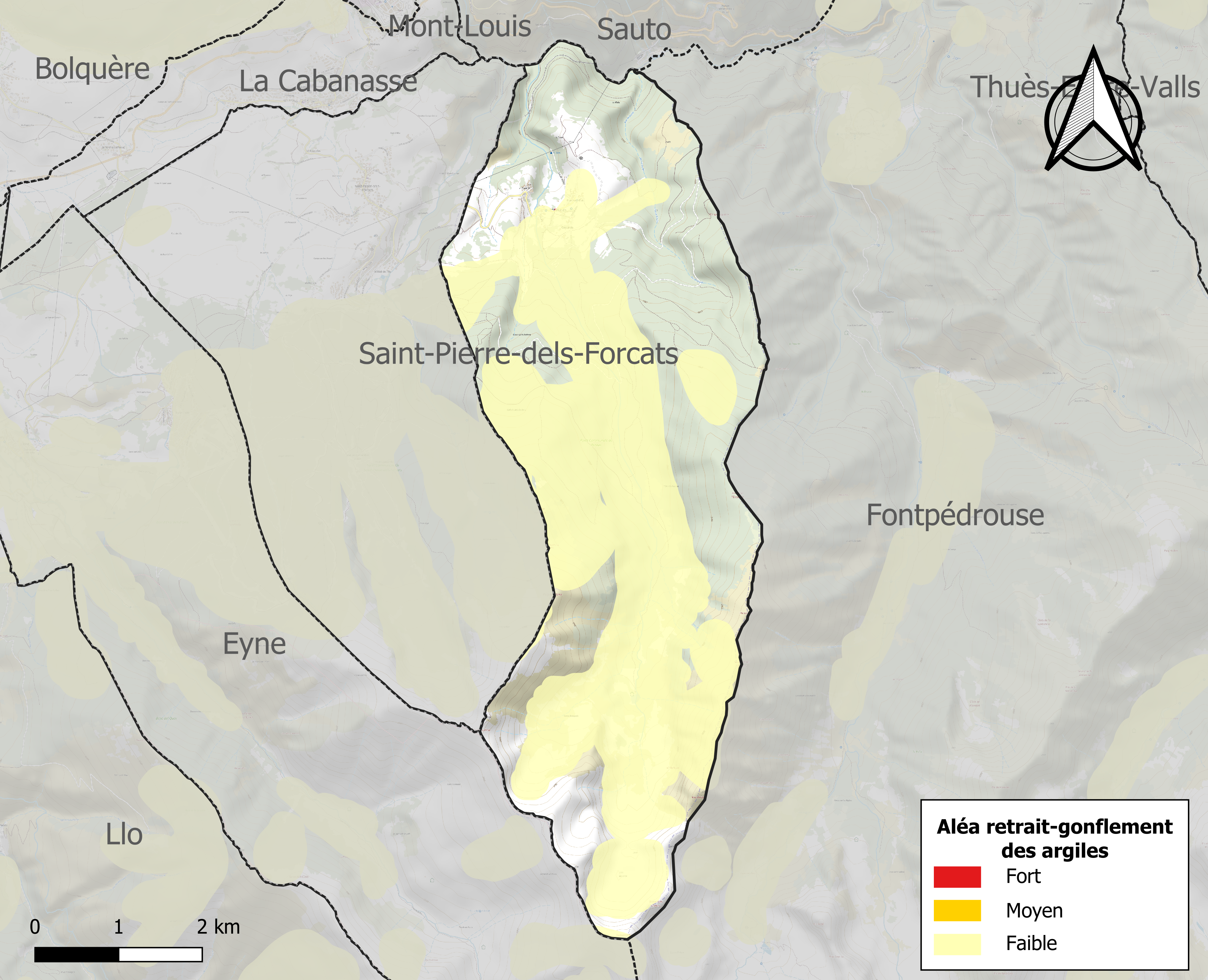
Carte des zones d'aléa retrait-gonflement des argiles.

#### Risque particulier
Dans plusieurs parties du territoire national, le radon, accumulé dans certains logements ou autres locaux, peut constituer une source significative d’exposition de la population aux rayonnements ionisants. Toutes les communes du département sont concernées par le risque radon à un niveau plus ou moins élevé. Selon la classification de 2018, la commune de Planès est classée en zone 3, à savoir zone à potentiel radon significatif.

## Toponymie
Le nom de la commune est, en catalan comme en français, Planès.
Le mot Planès, lui-même, peut provenir du latin "Planus", plan uni, ou du grec "planetes" signifiant "errant". Les anciennes graphies semblent opiner pour la seconde étymologie. Planedes, Planedis puis Planeces, Planees, et enfin Planès serait la cité des errants, le refuge des voyageurs. C'est ainsi que devaient la voir les pérégrins empruntant les anciennes voies avant l'an mil.
Lluis Basseda opte pour l'étymologie latine : planum = plateau. Planitias a donné Planezas-Planeses à l'époque romane, et enfin Planès. Le terme signifierait donc "étendue de petits plateaux".

## Histoire
La commune adhère à la Communauté de communes Capcir Haut-Conflent par arrêté préfectoral du 28 décembre 2001.

## Politique et administration

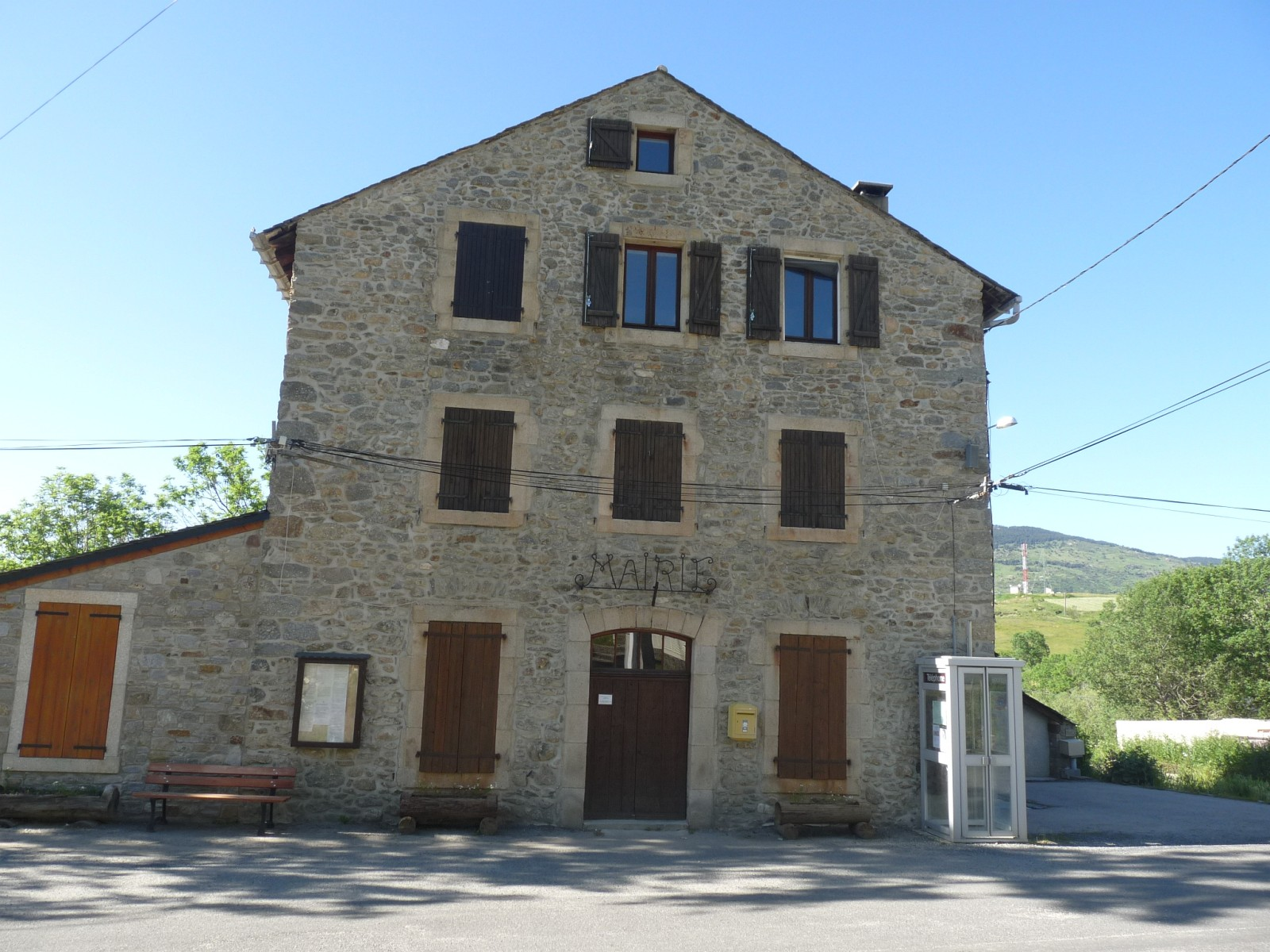
La mairie

### Canton
En 1790, la commune de Planès est intégrée dans le canton d'Olette. Elle en est rapidement détachée pour rejoindre en 1793 le nouveau canton de Mont-Louis, dont elle fait toujours partie à ce jour,.

### Liste des maires
| Période   | Période   | Identité   | Étiquette | Qualité |
| --------- | --------- | ---------- | --------- | ------- |
|           |           |            |           |         |
| mars 2001 | mars 2014 | Guy Basso, |           |         |
| mars 2014 | En cours  | Pierre Riu |           |         |

## Population et société

### Démographie ancienne
La population est exprimée en nombre de feux (f) ou d'habitants (H).
| 1378 | 1553 | 1767  | 1774 | 1788  | 1789 |
| ---- | ---- | ----- | ---- | ----- | ---- |
| 5 f  | 9 f  | 149 H | 46 f | 157 H | 36 f |

### Démographie contemporaine
L'évolution du nombre d'habitants est connue à travers les recensements de la population effectués dans la commune depuis 1793. Pour les communes de moins de 10 000 habitants, une enquête de recensement portant sur toute la population est réalisée tous les cinq ans, les populations de référence des années intermédiaires étant quant à elles estimées par interpolation ou extrapolation. Pour la commune, le premier recensement exhaustif entrant dans le cadre du nouveau dispositif a été réalisé en 2008.

En 2022, la commune comptait 56 habitants, en évolution de +5,66 % par rapport à 2016 (Pyrénées-Orientales : +3,92 %, France hors Mayotte : +2,11 %).
| 1793 | 1800 | 1806 | 1821 | 1831 | 1836 | 1841 | 1846 | 1851 |
| ---- | ---- | ---- | ---- | ---- | ---- | ---- | ---- | ---- |
| 190  | 163  | 170  | 164  | 173  | 169  | 182  | 189  | 201  |

| 1856 | 1861 | 1866 | 1872 | 1876 | 1881 | 1886 | 1891 | 1896 |
| ---- | ---- | ---- | ---- | ---- | ---- | ---- | ---- | ---- |
| 201  | 195  | 201  | 197  | 199  | 211  | 208  | 167  | 162  |

| 1901 | 1906 | 1911 | 1921 | 1926 | 1931 | 1936 | 1946 | 1954 |
| ---- | ---- | ---- | ---- | ---- | ---- | ---- | ---- | ---- |
| 171  | 168  | 153  | 108  | 100  | 92   | 82   | 70   | 65   |

| 1962 | 1968 | 1975 | 1982 | 1990 | 1999 | 2006 | 2008 | 2013 |
| ---- | ---- | ---- | ---- | ---- | ---- | ---- | ---- | ---- |
| 54   | 31   | 29   | 42   | 33   | 27   | 44   | 49   | 54   |

| 2018 | 2022 | - | - | - | - | - | - | - |
| ---- | ---- | - | - | - | - | - | - | - |
| 53   | 56   | - | - | - | - | - | - | - |

| selon la population municipale des années : | 1968 | 1975 | 1982 | 1990 | 1999 | 2006 | 2009 | 2013 |
| Rang de la commune dans le département      | 225  | 187  | 197  | 221  | 217  | 211  | 207  | 204  |
| Nombre de communes du département           | 232  | 217  | 220  | 225  | 226  | 226  | 226  | 226  |

### Manifestations culturelles et festivités
- Fête patronale et pèlerinage : jeudi de la Fête-Dieu[50]; présentation de la Vierge de la Merci
- Fête communale : 24 septembre[50].

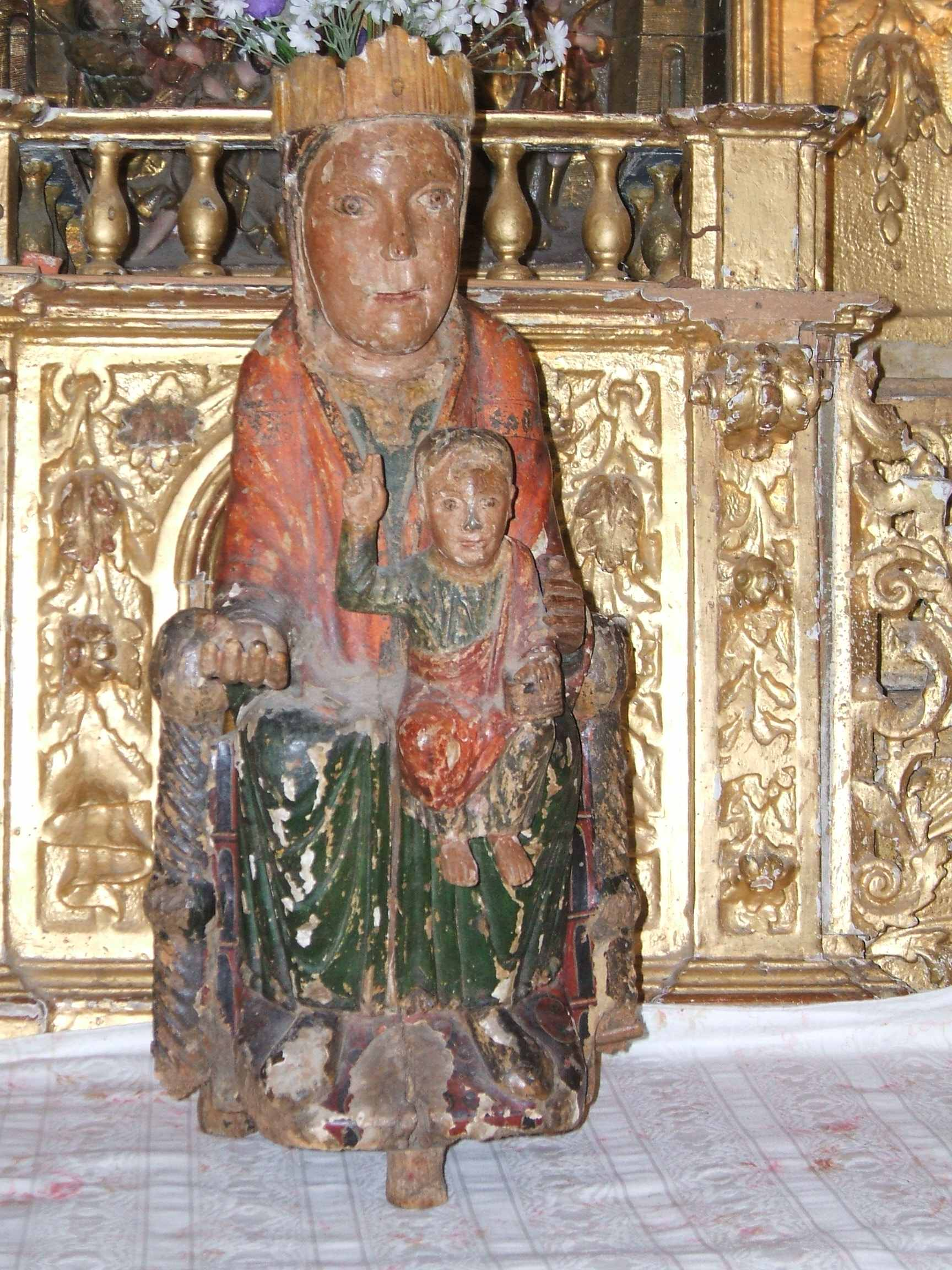
Vierge de la Merci (avant restauration)
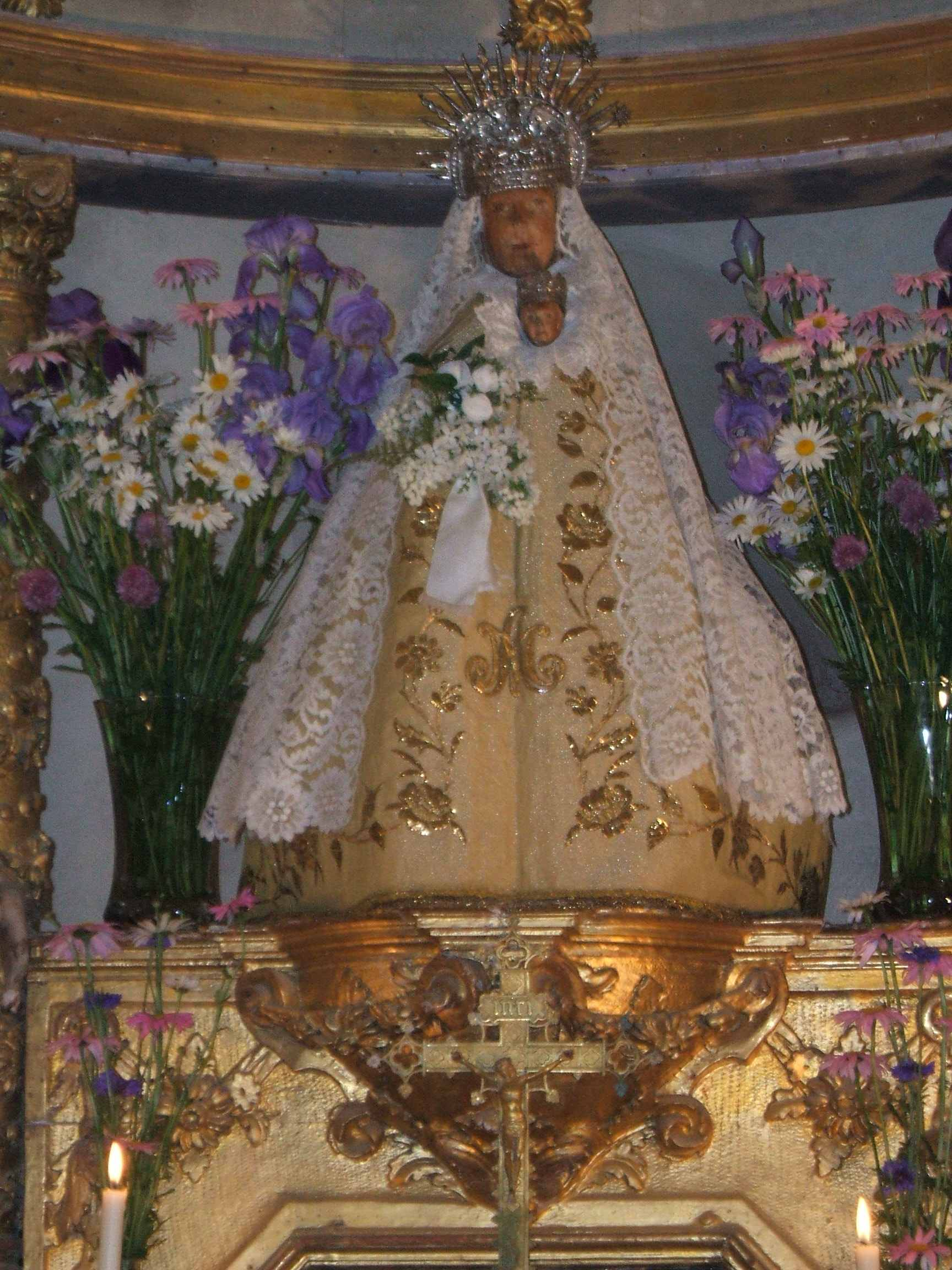
Vierge de la Merci un jour de pèlerinage

## Économie

### Emploi
|                | 2008   | 2013   | 2018   |
| -------------- | ------ | ------ | ------ |
| Commune        | 2,9 %  | 8,1 %  | 6,1 %  |
| Département    | 10,3 % | 12,9 % | 13,3 % |
| France entière | 8,3 %  | 10 %   | 10 %   |

En 2018, la population âgée de 15 à 64 ans s'élève à 33 personnes, parmi lesquelles on compte 84,8 % d'actifs (78,8 % ayant un emploi et 6,1 % de chômeurs) et 15,2 % d'inactifs,. Depuis 2008, le taux de chômage communal (au sens du recensement) des 15-64 ans est inférieur à celui de la France et du département.
La commune est hors attraction des villes,. Elle compte 12 emplois en 2018, contre 11 en 2013 et 16 en 2008. Le nombre d'actifs ayant un emploi résidant dans la commune est de 26, soit un indicateur de concentration d'emploi de 46,2 % et un taux d'activité parmi les 15 ans ou plus de 66,7 %.
Sur ces 26 actifs de 15 ans ou plus ayant un emploi, 11 travaillent dans la commune, soit 42 % des habitants. Pour se rendre au travail, 80,8 % des habitants utilisent un véhicule personnel ou de fonction à quatre roues, 3,8 % s'y rendent en deux-roues, à vélo ou à pied et 15,4 % n'ont pas besoin de transport (travail au domicile).

### Activités hors agriculture
4 établissements sont implantés  à Planès au 31 décembre 2019.
Le secteur du commerce de gros et de détail, des transports, de l'hébergement et de la restauration est prépondérant sur la commune puisqu'il représente 50 % du nombre total d'établissements de la commune (2 sur les 4 entreprises implantées  à Planès), contre 30,5 % au niveau départemental.

### Agriculture
|               | 1988 | 2000 | 2010 | 2020 |
| ------------- | ---- | ---- | ---- | ---- |
| Exploitations | 2    | 3    | 3    | 2    |
| SAU (ha)      | 86   | 135  | 102  | 86   |

La commune est dans la Cerdagne, une petite région agricole située à l'extrême ouest du département des Pyrénées-Orientales. En 2020, l'orientation technico-économique de l'agriculture  sur la commune est l'élevage d'ovins ou de caprins. Deux exploitations agricoles ayant leur siège dans la commune sont dénombrées lors du recensement agricole de 2020 (deux en 1988). La superficie agricole utilisée est de 86 ha,,.

## Culture locale et patrimoine

### Monuments et lieux touristiques
- L'église paroissiale Notre-Dame-de-la-Merci ( Classé MH (1840)[54]) ;
- Le Pont de Cassagne.

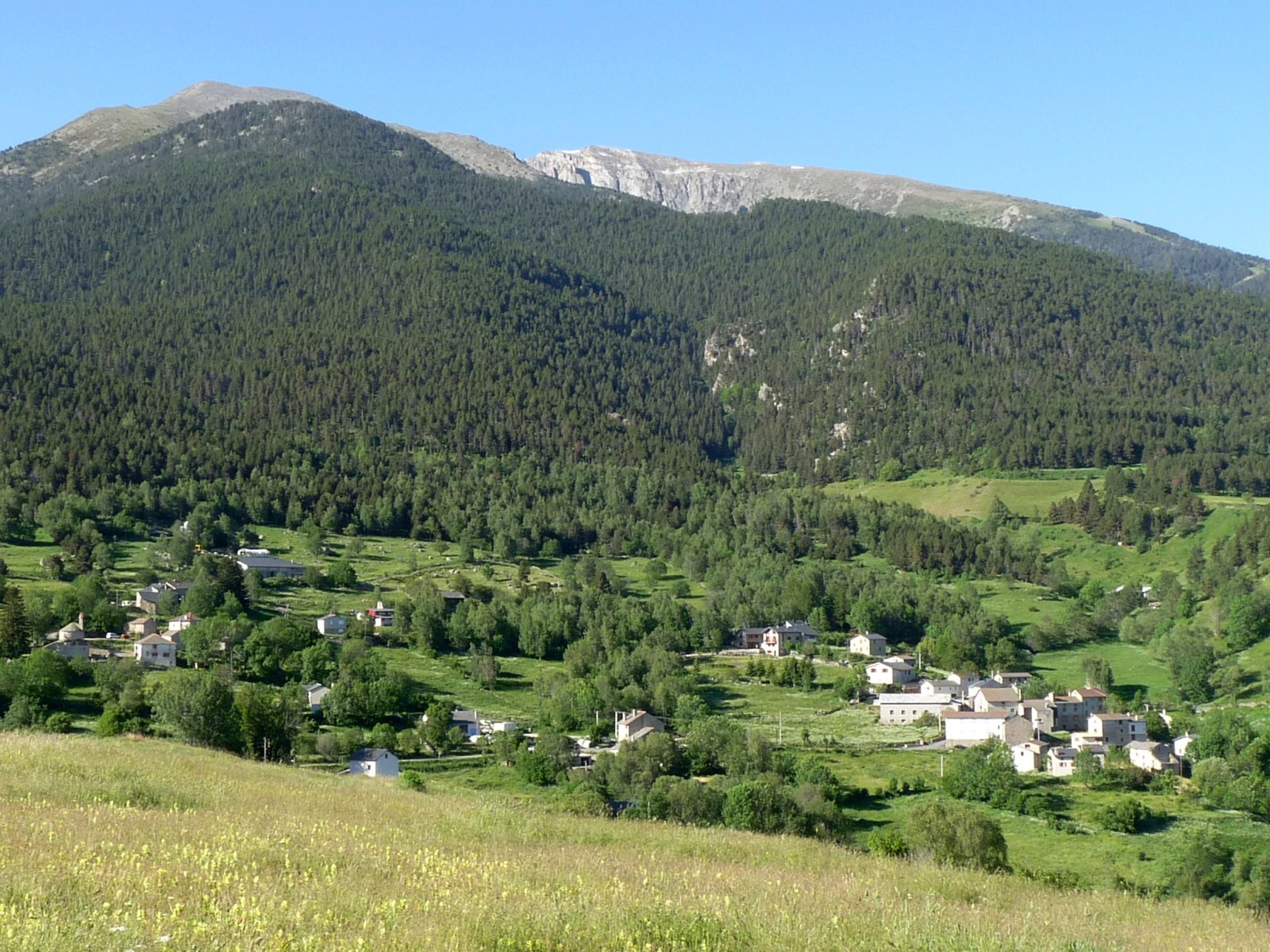
Vue du bourg devant le Cambre d'Aze
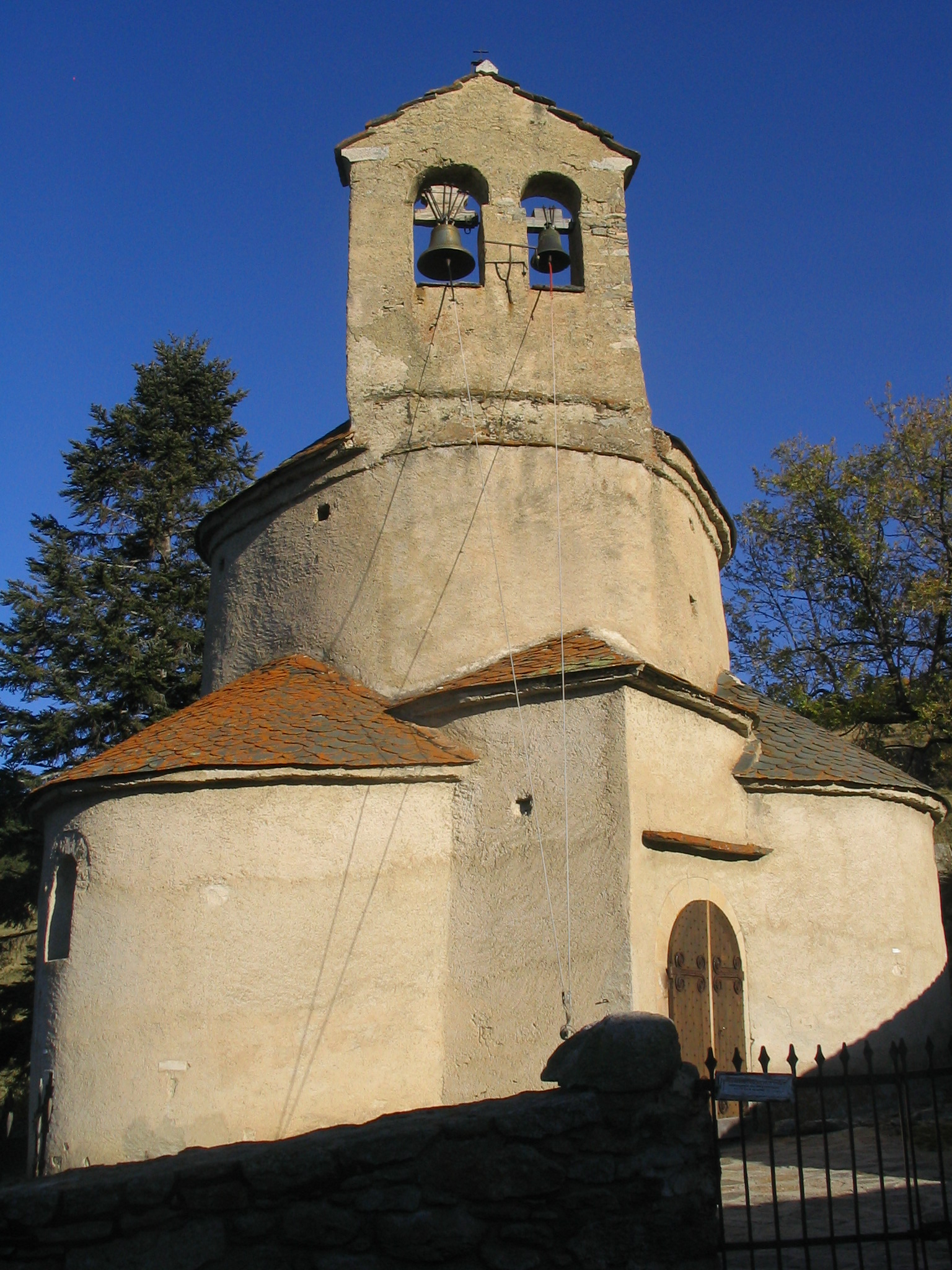
L'église Notre-Dame-de-la-Merci
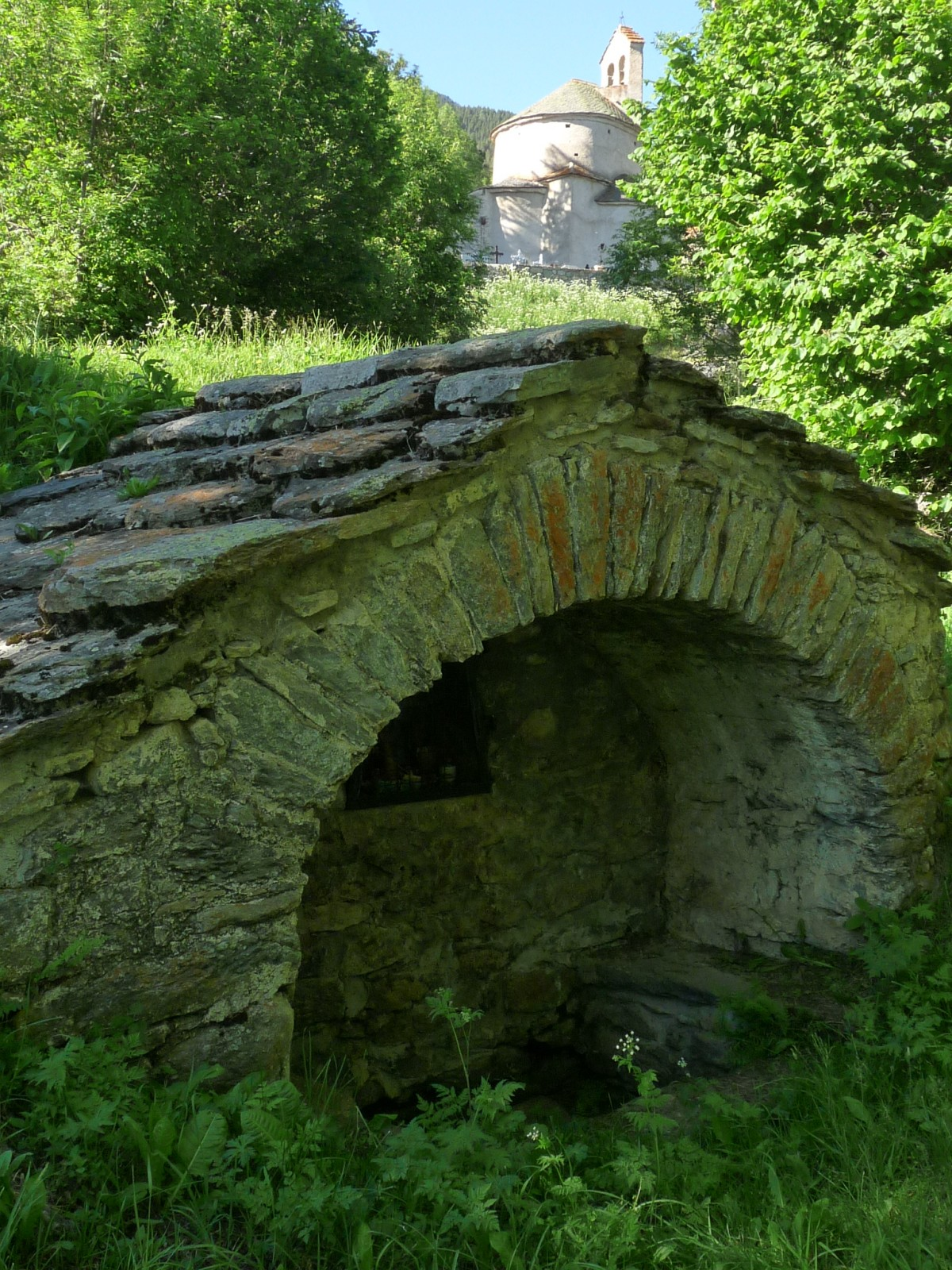
Oratoire dans la montée de l'église

### Patrimoine environnemental

#### La flore
- Le sentier des arbres du Haut-Conflent
- Le sentier vers la vallée de Planès
- le GR10 et le GR36
- le sentier "tour des villages"[55]

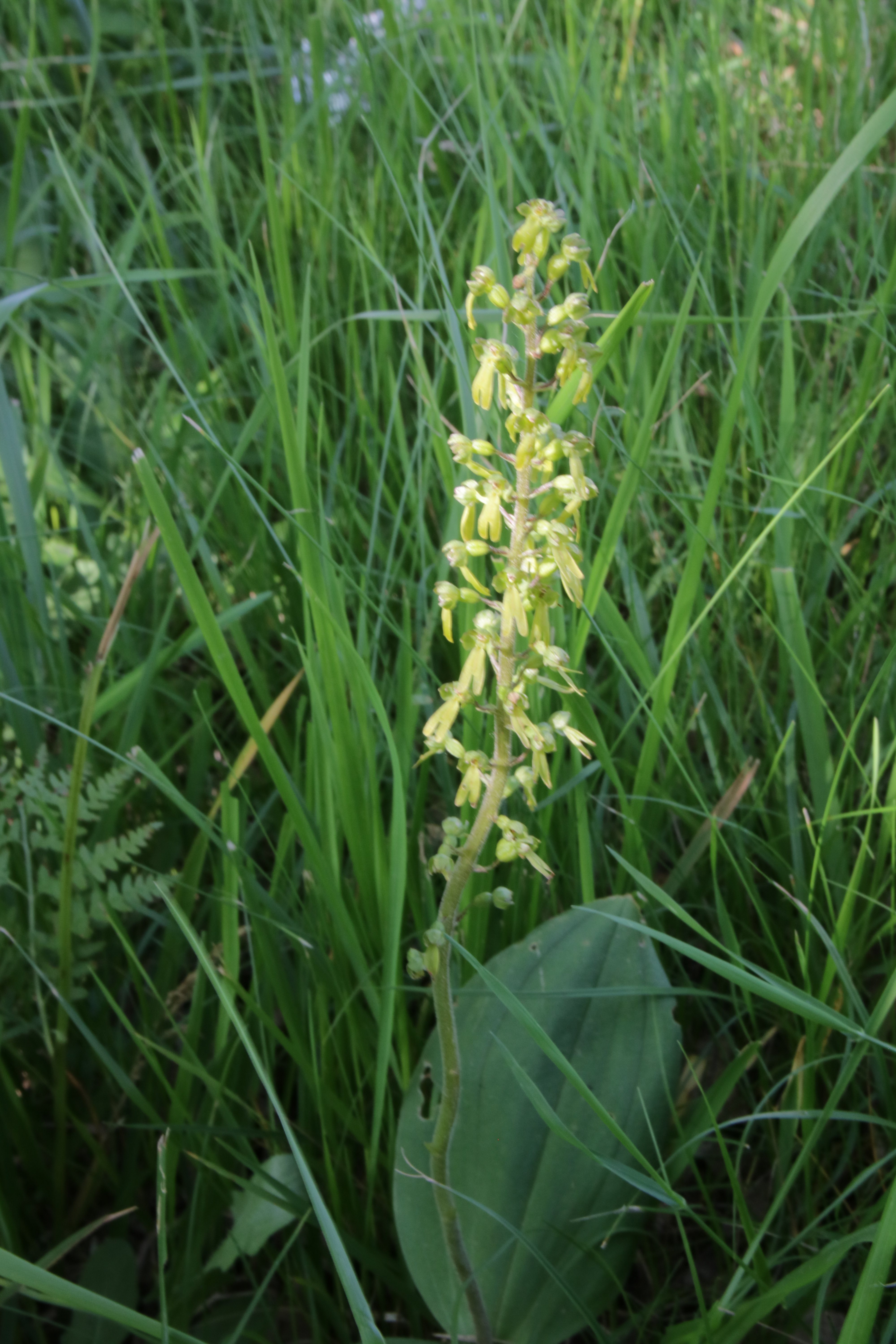
Listera ovata (une orchidée de l'ombre)
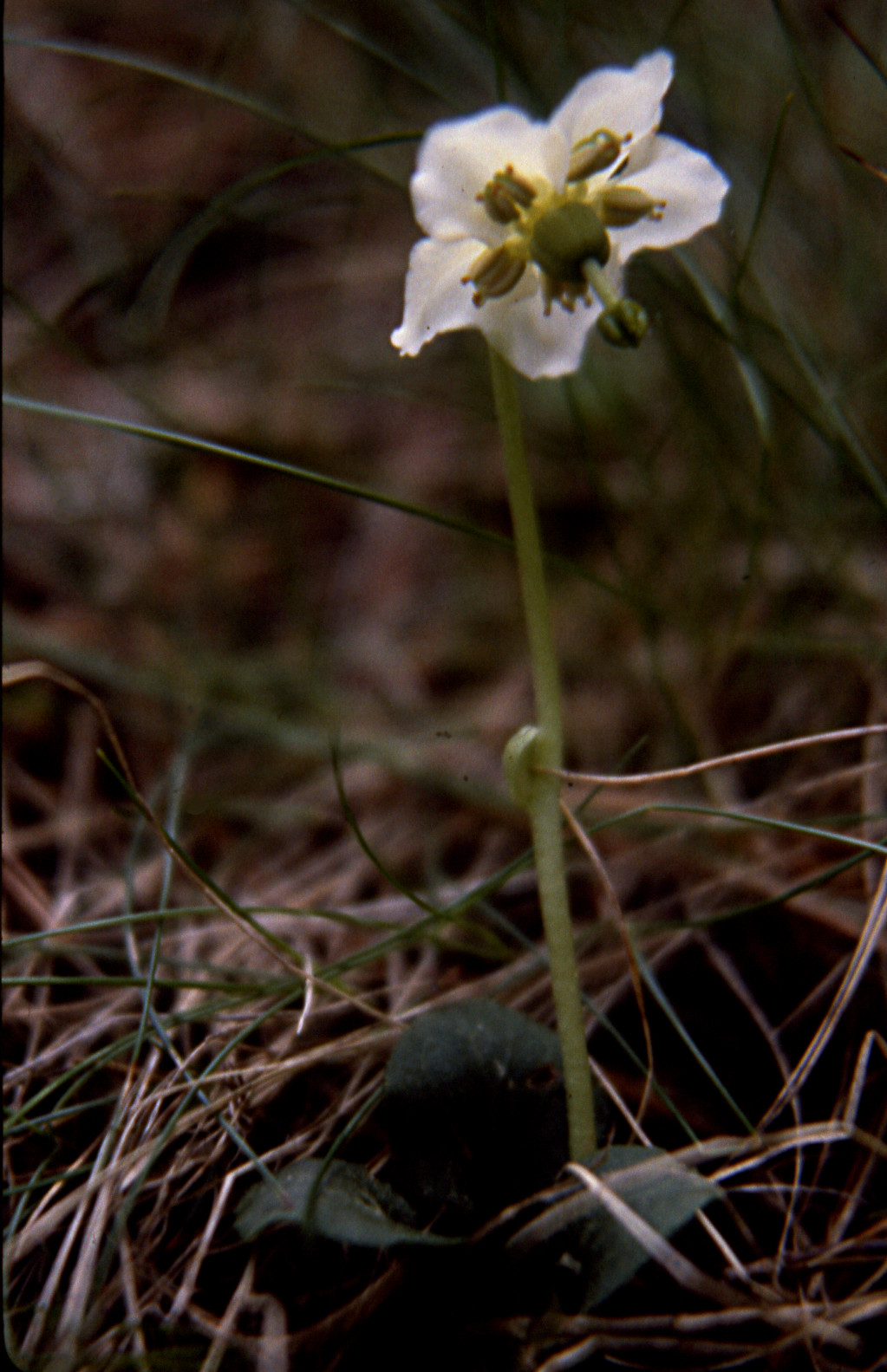
Une pyrole en bord de sentier
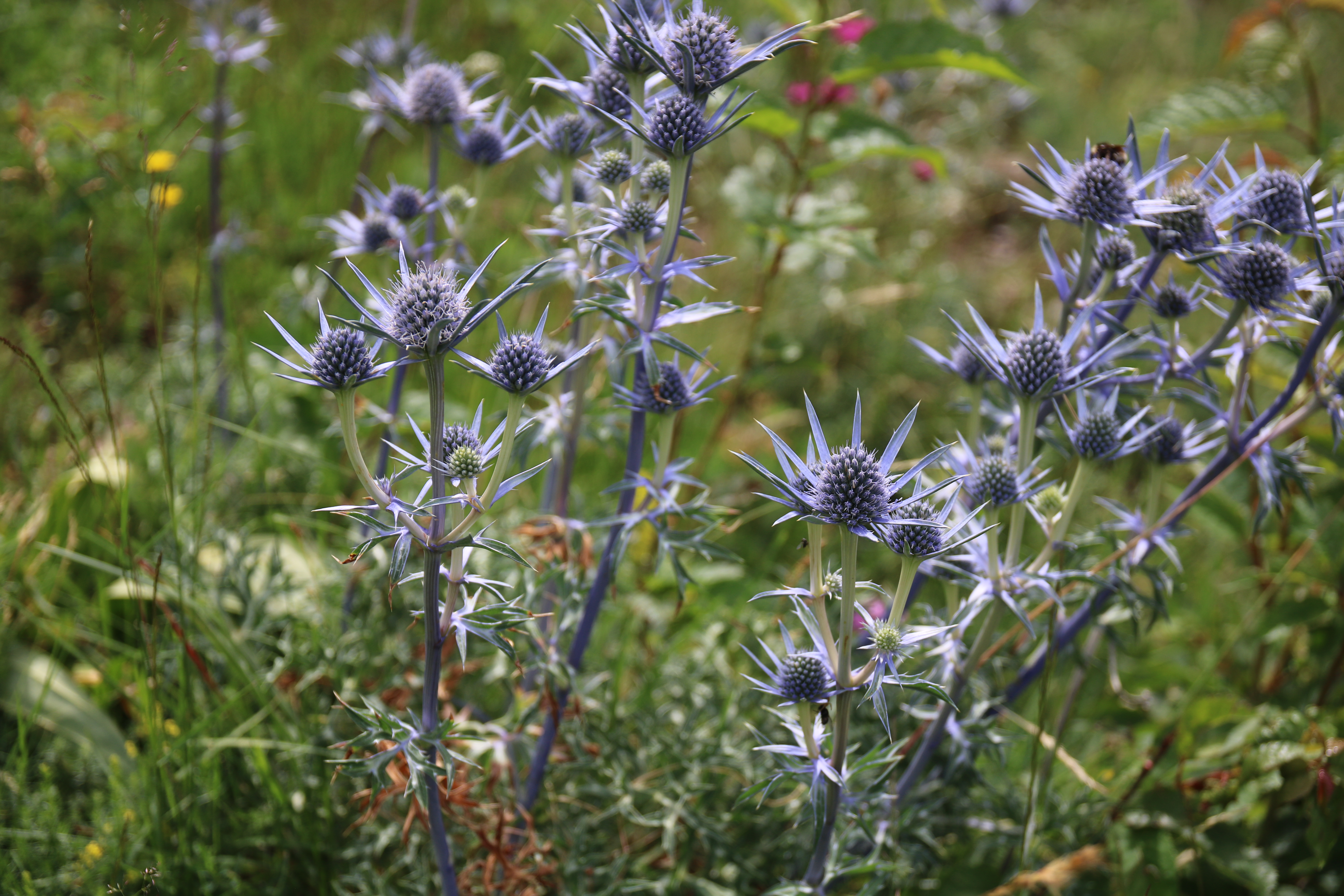
Le chardon bleu
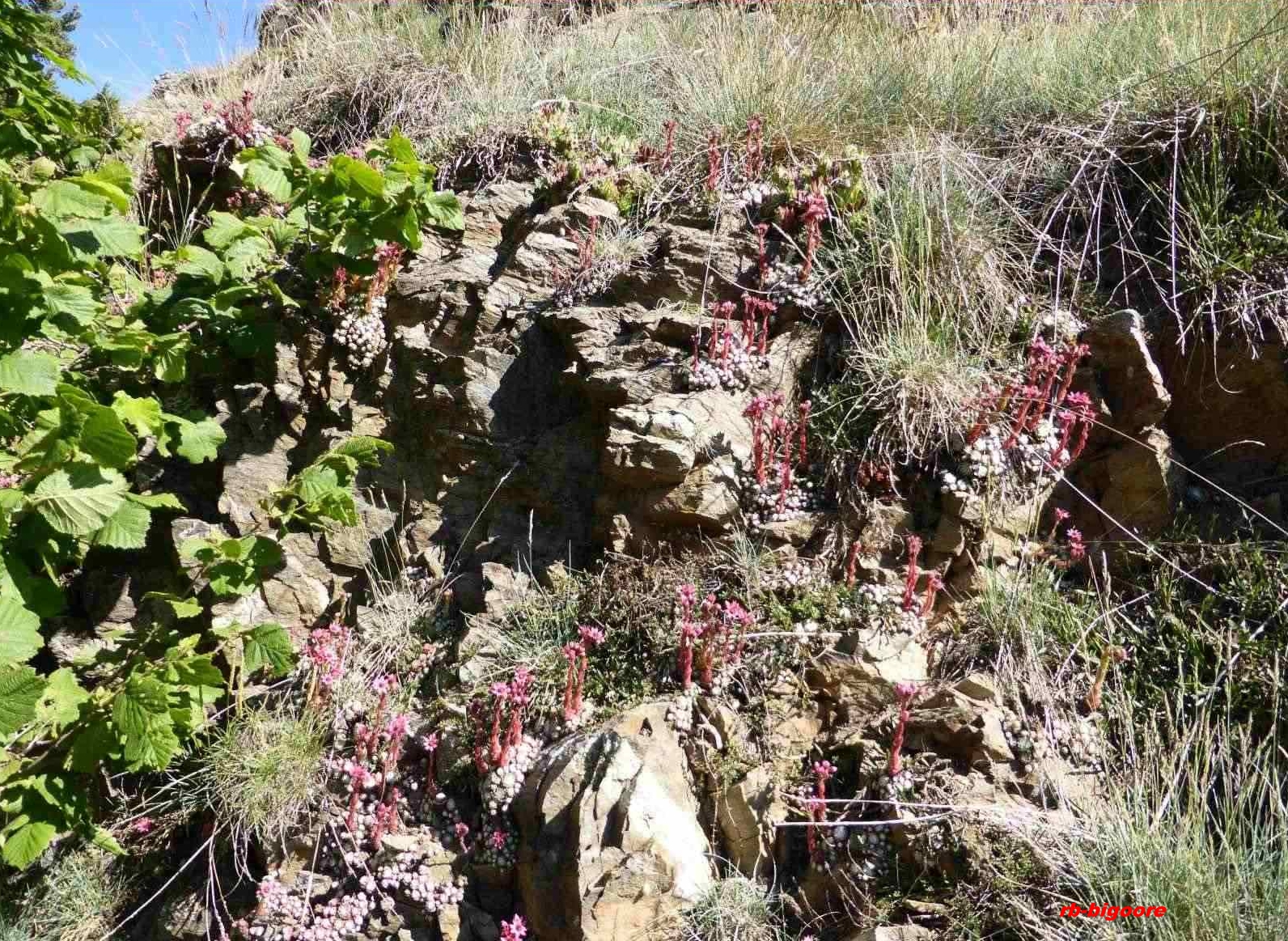
Joubarbe à toile d'araignée au mas de la Cassagne

### Personnalités liées à la commune
- Albert Gisclard (1844-1909) : ingénieur mort durant la construction du Pont de Cassagne.